# Ghica
Ghica, o Ghika, Ghyka (rumeno: Ghica greco: Γκίκαs), è una nobile famiglia fanariota originaria dell'Epiro di origini Arumene  trasferitasi nella Valacchia settentrionale all'epoca della dominazione ottomana. Numerosi suoi membri governarono la Valacchia e la Moldavia tra il XVII e il XIX secolo.

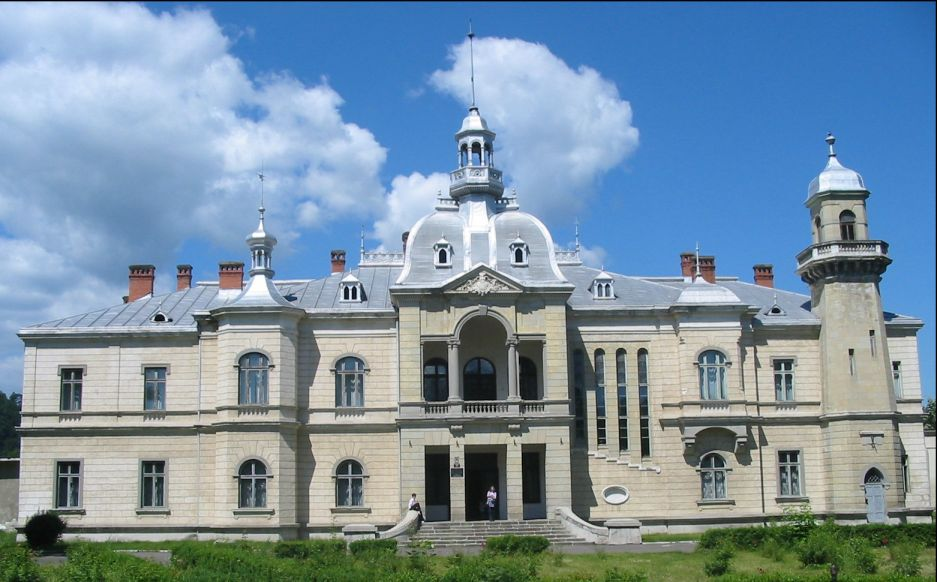
Palazzo Ghica a Comănești

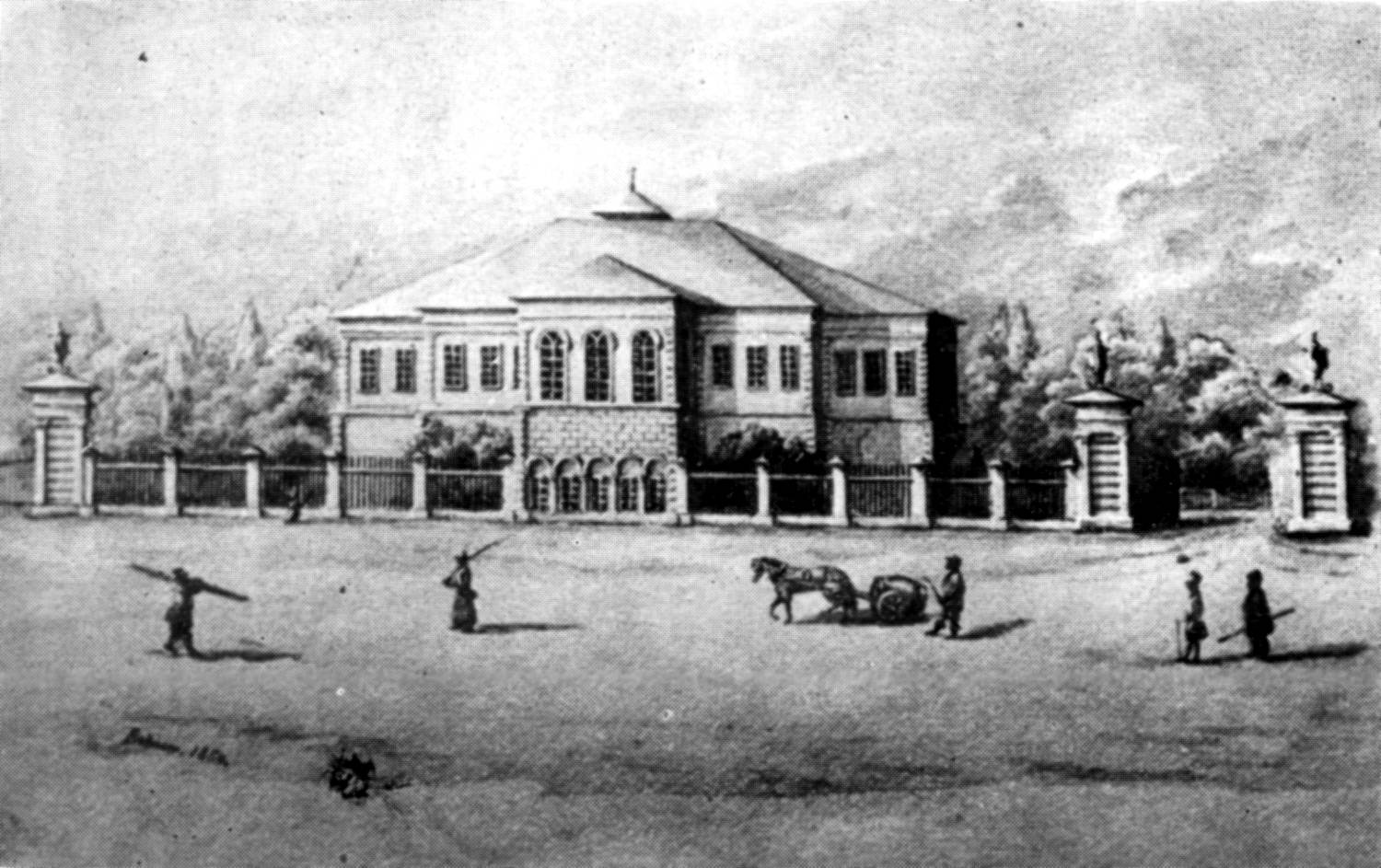
Abitazione del Gran Bano Mihai Ghica a Bucarest agli inizi del XIX secolo

## Principi regnanti di Valacchia
- Gheorghe Ghica: 1659-1660 e 1673-1678
- Grigore I Ghica: 1660-1664 e 1672-1673
- Grigore II Ghica: 1733-1735 e 1748-1752
- Matei Ghica: 1752-1753
- Scarlat Ghica: 1758-1761 e 1765-1766
- Alexandru Ghica: 1766-1768
- Grigore III Ghica: 1768-1769
- Grigore IV Ghica: 1822-1828
- Alexandru II Ghica: 1834-1842

## Principi regnanti di Moldavia
- Gheorghe Ghica: 1658-1659, 1735-1741 e 1747-1748
- Matei Ghica: 1753-1756
- Scarlat Ghica: 1757-1758
- Grigore III Ghica: 1764-1767 e 1774-1777
- Grigore Alexandru Ghica: 1849-1853 e 1854-1856

## Primi Ministri di Romania
- Ion Ghica: 1866-1867 e 1870-1871
- Dimitrie Ghica: 1868-1870

## Altri esponenti illustri
- Elena Ghica (1828-1888), scrittrice
- Pantazi Ghica (1831-1882), scrittore, politico e finanziere
- Dimitrie Ghica-Comănești (1840-1923), politico, esploratore dell'Africa, cacciatore
- Nicolae Ghica-Budeşti (1869-1943), architetto
- Albert Gjika (XIX secolo), pretendente al Trono d'Albania
- beato Vladimir Ghika (1873-1954), sacerdote cattolico
- Alexandrina Pallady (1876-1944), adottata Ghica, attivista femminista e fascista
- Matila Ghyka (1881-1965), diplomatico e scrittore
- Dimitrie Ghyka (?-1967?), diplomatico
- Alexandru Ghika (1902-1964), matematico
- Şerban Ghica (1919-2006), giocatore di rugby e attivista anti-comunista